# North American FJ-2 Fury
North American FJ-2 и FJ-3 Fury — это серия истребителей со стреловидным крылом и палубных истребителей для ВМС и Корпуса морской пехоты США. FJ-2 появился в результате попытки приспособить к морским условиям F-86 Sabre, эксплуатируемый ВВС США . Эти самолеты имеют складные крылья и более длинную носовую стойку, предназначенную для увеличения угла атаки при взлете и размещения более длинного масляного амортизатора для поглощения ударов при жестких посадках на палубу авианосца.
Хотя самолеты FJ-2/-3 имели общее обозначение ВМС США со своим далеким предшественником, прямокрылым самолетом FJ-1 Fury ,они были совершенно другими самолетами (более поздний FJ-4 был снова полностью переработанной структурой FJ-3). FJ-2 был одним из самолетов, используемых для оценки первой паровой катапульты на авианосце ВМС США.

## Проектирование и разработка

### FJ-2
Первый прототип XFJ-2B впервые поднялся в воздух 27 декабря 1951 года. Последующие прототипы были модифицированы для возможности использования на авианосце. Они имели тормозные крюки и более длинные стойки носового колеса для увеличения угла атаки при взлете и посадке, а также катапультные приспособления. Первый серийный самолет поднялся в воздух 22 ноября 1952 года. FJ-2 включал в себя дальнейшие модификации для операций на авианосце: колея основных стоек шасси была расширена на восемь дюймов, внешние панели крыла складывались вверх, а лобовое стекло было изменено, чтобы обеспечить пилоту лучший обзор во время захода на посадку. FJ-2 также имел цельноповоротный «летающий хвост» без двугранного угла.Из-за проблем, возникших при запусках с паровыми катапультами, некоторое количество FJ-2 позже получили более прочную стойку носового колеса. Внешне FJ-2 было трудно отличить от F-86, за исключением морской краски и дул 20-мм пушек. Двигатель на FJ-2 General Electric J47-GE-2 , морская версия J47-GE-27, используемого в F-86F. Морские модификации FJ-2 увеличили вес примерно на 500 кг по сравнению с F-86F.
Полностью палубный истребитель создать не удалось. Военно-морской флот предпочёл более легкий F9F Cougar из-за его превосходных характеристик малой скорости для операций на авианосцах, и 200 построенных моделей FJ-2 были поставлены в морскую пехоту США. FJ-2 так и не оказался по-настоящему удовлетворительным для морской пехоты, и в 1956 году FJ-2 уже исчез из фронтовой службы, а резервные части сняли его с вооружения в 1957 году.

### FJ-3

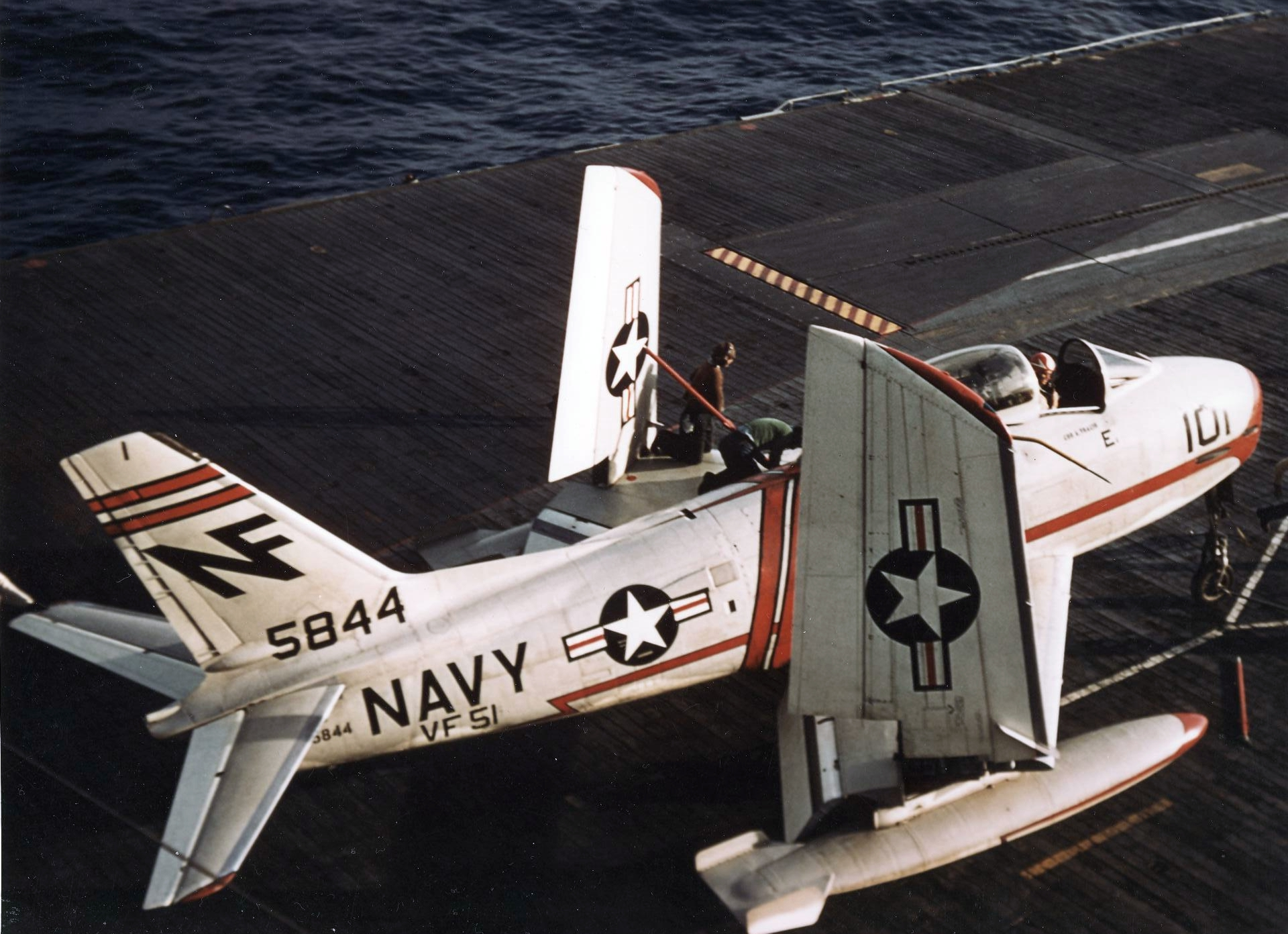
FJ-3 Fury на борту USS Bon Homme Richard в 1957 году

Первый  серийный FJ-3 поднялся в воздух 3 июля 1953 года.Единственным внешне видимым изменением, требуемым новым двигателем, был более глубокий воздухозаборник, чтобы вместить больше массового расхода. Ранние FJ-3 имели такое же крыло, как и FJ-2, но с 1955 года FJ-3 строился с так называемым крылом «6-3», с удлинённой на 150 мм у корня и на 76 мм на конце передней кромкой. Поставки начались в сентябре 1954 года, а присоединение ко флоту в мае 1955 года. FJ-3 был первым истребителем, приземлившимся на борту нового суперавианосца USS Forrestal в 1956 году. Всего было построено 538 FJ-3.

## Варианты
XFJ-2Испытательный и оценочный самолет; построено три экземпляра.
FJ-2 FuryОдноместный истребитель-бомбардировщик, оснащённый складными крыльями; оснащён одним турбореактивным двигателем General Electric J47-GE-2; построено 200 экземпляров.
FJ-3 Fury (F-1C после 1962 года)Одноместный вариант истребителя-бомбардировщика, оснащённый более мощным турбореактивным двигателем Wright J65-W-2 тягой 34696,13 Н или J65-W-4 тягой 34028,90 Н; построено 538 экземпляров.
FJ-3M Fury (MF-1C после 1962 года)Улучшенная версия FJ-3, способная нести ракеты класса «воздух-воздух» AIM-9 Sidewinder ; 194 FJ-3 переоборудованы в этот стандарт.
FJ-3D (DF-1C после 1962 года)Переоборудование в самолеты управления ракетами SSM-N-8 Regulus и наводящимися дронами KDU.
FJ-3D2 (DF-1D после 1962 года)Переоборудование в самолеты для управления наводящимися дронами F9F-6K Cougar.

## Тактико-технические характеристики (FJ-2)
Источник данных: Combat Aircraft since 1945

Технические характеристики
- Экипаж: 1 пилот
- Длина: 11,46 м
- Размах крыла: 11,316 м
- Высота: 4,14 м
- Площадь крыла: 26,8 м 2
- Масса пустого: 5353 кг
- Максимальная взлётная масса: 8523 кг
- Силовая установка: 1 × Турбореактивный двигатель General Electric J47-GE-2
- Тяга: 1 × 27 кН

Лётные характеристики
- Максимальная скорость: 1086 км/ч на уровне моря;
- Боевой радиус: 1380 км в нормальном режиме
- Практический потолок: 14300 м
- Скороподъёмность: 36,7 м/с

Вооружение
- Стрелково-пушечное: 4 × 20-мм пушки Colt Mk 12 с боезапасом 150 патронов.